# Monnayage alaouite
Le monnayage alaouite comprend l'ensemble des monnaies émises par la dynastie alaouite durant une période qui va de 1666 à la réforme de 1881 et la création du rial hassani.

## Histoire monétaire

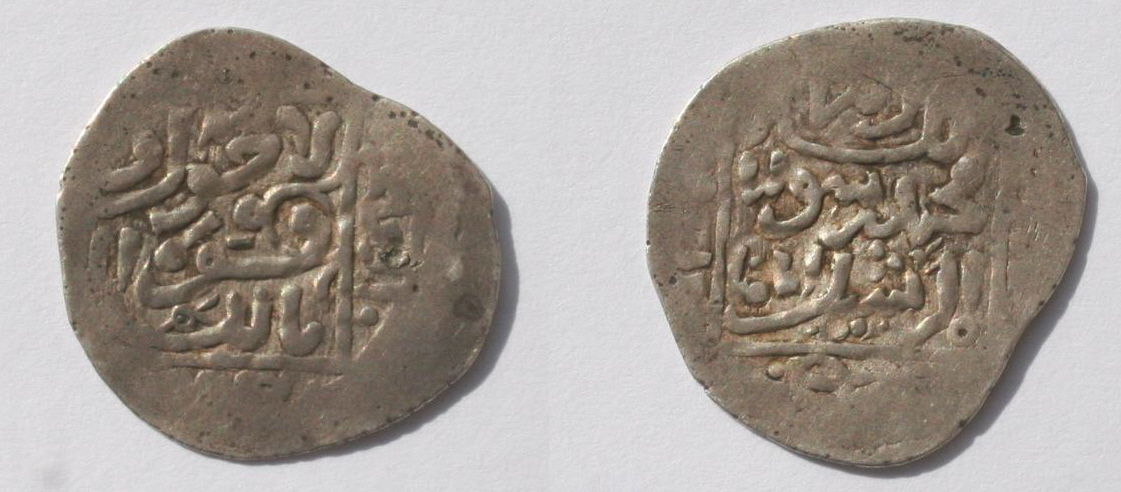
Mazuna d'argent, avers et revers, frappée sous Rachid ben Chérif (1670-1671).

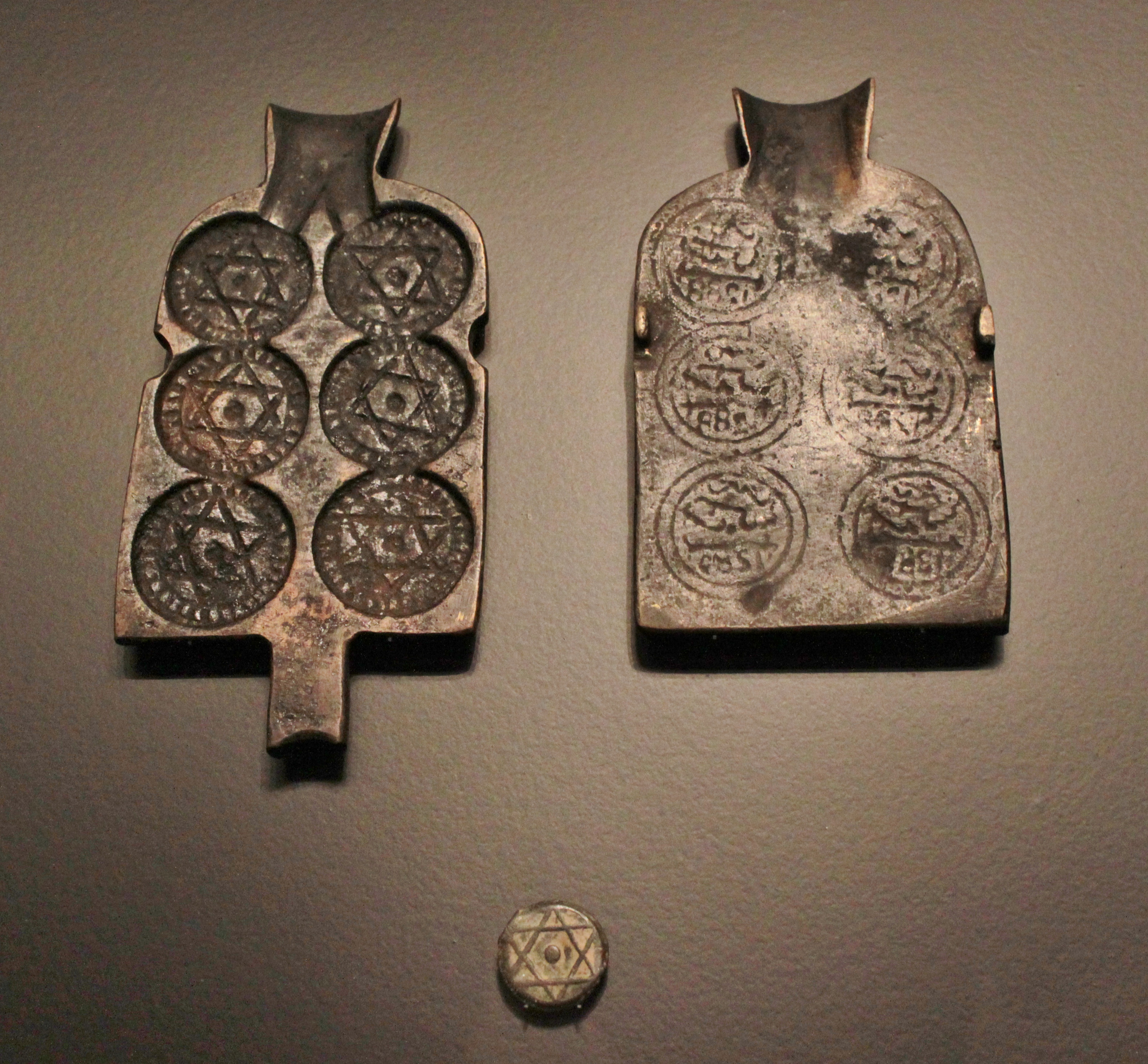
Moule à fûlus (vers 1871).

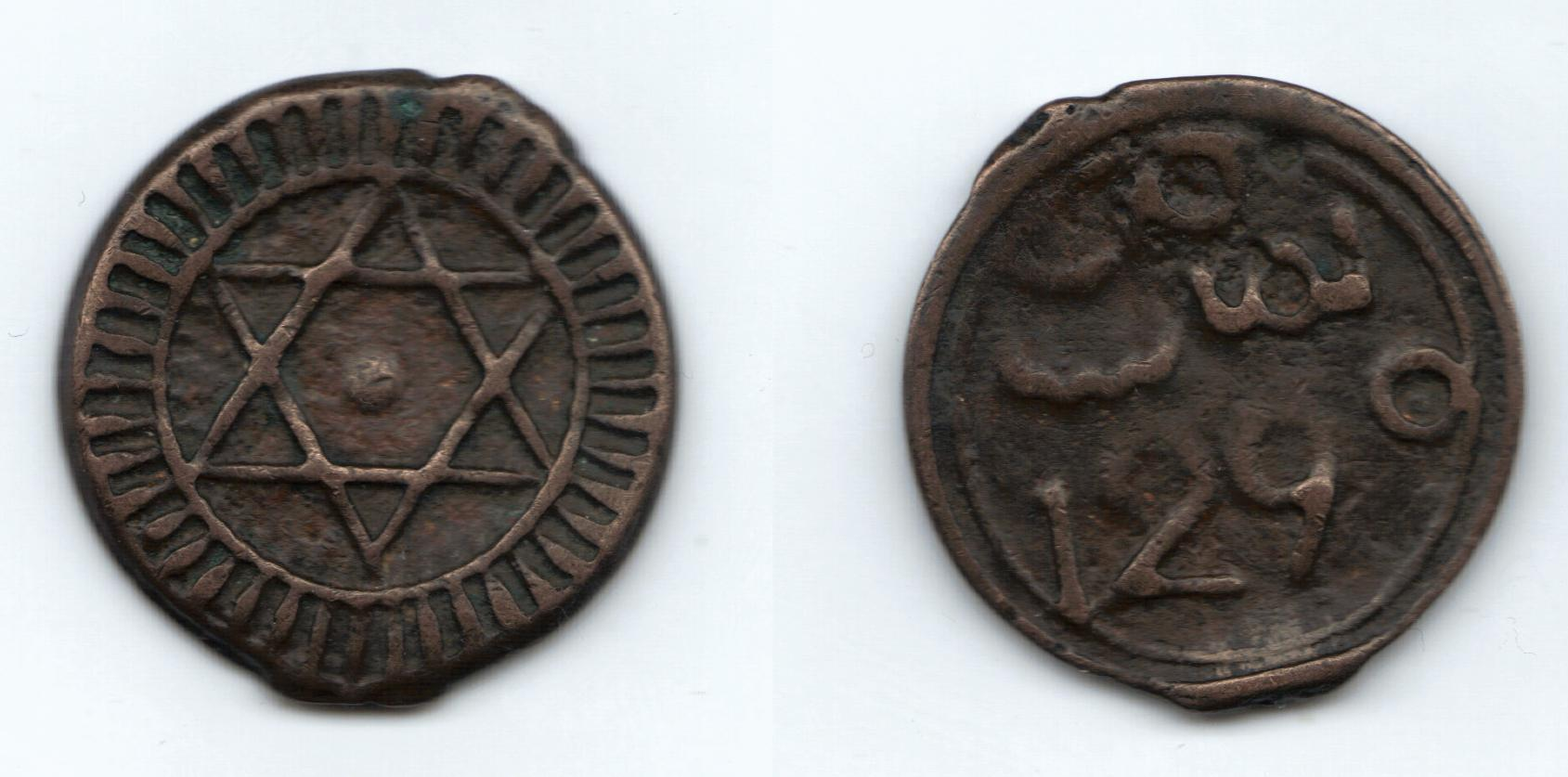
Pièce de 4 fûlus en cuivre (1290 AH : 1873) produite par moulage à Fèz sous Mohammed IV.

L'Empire chérifien — qui inclut l'actuel Maroc — se lance à partir de juin 1666, dans une politique monétaire conséquente, composée de pièces de monnaie d'or, d'argent et de bronze.
La monnaie la plus forte est représentée par le dinar d'or ; l'un des derniers de la dynastie saadienne est frappé par Muhammad al-Hajj ad-Dila'i et pèse 4 g d'un métal très pur (92 %), divisé en dirhams d'argent pesant un peu moins d'un gramme à l'unité. Dinar et dirham sont fabriqués au marteau. Le rapport de conversion entre les deux varie en fonction des arrivages de métal, mais il est en moyenne de 1 contre 13. Ce système est repris par la dynastie alaouite, sous la houlette de Rachid ben Chérif, qui va introduire de nouvelles monnaies subdivisionnaires. Toutefois, les premiers dinars d'or alaouites pèsent moins de 4 g et cette décote ne va pas cesser durant tout le XVIIIe siècle ; Mohammed III fait frapper des dinars en 1774-1779 (hégire 1188-1193) qui ne pèsent plus que 3,15 g à l'unité. Apparaissent aussi des subdivisions du dinar en or : des pièces de un quart et un demi dinar. Vers 1792-1794, le dinar d'or tombe à 2,73 g. 
La mazuna (ou mouzouna) est au départ une pièce en argent pesant 1,2 g. La fûlus est une pièce de cuivre pesant un peu moins de 4 g. Ainsi, en 1671, Rachid ben Chérif ordonne de frapper le fûlus de cuivre rond à la place d'une monnaie de forme carrée, appelée elouchqoubiya, et décide que désormais 24 pièces de fûlus vaudront une mazuna, au lieu de 48.
Durant tout le XVIIIe siècle, le poids du mazuna subit également une décote, proche de 50 %. 
Les premières datations de l'hégire en chiffres non-arabes apparaissent sur les monnaies au cours du troisième tiers du XVIIIe siècle. Mohammed III relance la frappe du dirham d'argent, réévalué à 2,93 g de métal, et fait fabriquer des sous-unités (quart et demi dirham). Il produit également une très grosse pièce en argent, la mithqal, pesant 29,31 g, soit l'équivalent de la pièce de huit réaux espagnole. Les premières frappes à Rabat sont d'un format quasiment carré, l'empreinte étant, elle, circulaire (1773-1775).
Vers 1790-1800, les fûlus ne sont plus frappés au marteau mais produits par moulage, ce qui donne une patine assez grossière, et le poids, là aussi, subit une décote de 20 %, pesant en moyenne 3,5 g. Vers cette époque apparaît la benduqi, une pièce en or pesant 3,52 g, d'une valeur supérieure au dinar. Les plus célèbres sont produites sous Abderrahmane ben Hicham à partir de 1828. 
La réforme de 1881-1882 lancée par Hassan Ier supprime les émissions en or, renforce la qualité des frappes, faisant appel par exemple au balancier, simplifie la comptabilité en adoptant un système semi-décimal, et permet au Maroc de rejoindre l'Union monétaire latine. Il fonde le rial d'argent, valant 10 dirhams ou 200 fûlus ; 1 dirham vaut 50 mazunas. Au départ, le rial reprit à peu de chose près le poids du mithqal d'argent. Puis, il est rabaissé à 25 g. Après 1902, le fûlus disparaît. C'est donc au niveau du poids de chaque monnaie que les chose évoluent : désormais, un dirham pèse 5 g d'argent et un mazuna, 1 g de cuivre. Au change, contre la peseta espagnole ou le franc français, il y avait, en principe, équivalence parfaite, ce qui, sur le terrain du négoce, ne fut pas le cas. Cette discrimination monétaire fut très mal perçue par les Marocains, qui avaient externalisé leurs productions de pièces en argent à l'étranger afin de lui donner une garantie internationale,.